# Arcadia (televisieserie)
Arcadia is een Belgisch-Nederlandse sciencefiction-televisiereeks van VRT en KRO-NCRV, in coproductie met het Duitse WDR en SWR. Na een catastrofale zondvloed leven Vlamingen en Nederlanders schijnbaar vreedzaam samen in de dystopische maatschappij genaamd Arcadia, totdat er corruptie naar boven komt. De serie is het duurste televisieproject ooit in de geschiedenis van de Lage Landen.

## Verhaal
In een dystopische wereld wordt elke bewoner van Arcadia via een ingeplante chip in de gaten gehouden door de veiligheidsdiensten het Schild en het Vizier, waardoor criminaliteit onmogelijk lijkt. De natie Arcadia wordt bestuurd door de heren van de Koepel met de voogd aan het hoofd. Getrouwe Arcadianen kunnen een betere toekomst opbouwen door burgerpunten te verdienen.
Wanneer fraude met de burgerscore wordt ontdekt in de familie Hendriks, wordt vader Pieter, kleinzoon van de oprichter van het systeem, per direct verbannen naar de levensgevaarlijke Buitenwereld. Zijn achtergebleven vrouw en vier dochters worden beboet met strafpunten op hun burgerscore waardoor hun idyllisch leven in duigen valt en onderlinge relaties eraan lijden.
Regulator Simons van het Schild blijft de familie hardnekkig onderzoeken over de fraude. Revisor Harms van het Vizier zet de familie onder druk om te helpen bij haar onderzoek naar de verzetsgroep de Ontrouwen en een aanslag uit het verleden op de Koepel. De Ontrouwen doen hun eigen onderzoek naar de aanslag.

## Rolverdeling
| Acteur                 | Personage              | Omschrijving                                                                        | Seizoen  | Seizoen  |
| Acteur                 | Personage              | Omschrijving                                                                        | 1        | 2        |
| ---------------------- | ---------------------- | ----------------------------------------------------------------------------------- | -------- | -------- |
| Abigail Abraham        | Milly Hendriks         | Oudste dochter van Pieter Hendriks en soldaat bij het Schild                        | Hoofdrol | Hoofdrol |
| Lynn Van Royen         | Luz Hendriks           | Tweede dochter van Pieter Hendriks. Ze zit op het autismespectrum.                  | Hoofdrol | Hoofdrol |
| Melody Klaver          | Alex Jans              | Oudste dochter van Cato Christiaans en agent bij het Schild                         | Hoofdrol | Hoofdrol |
| Ellie de Lange         | Hanna Jans             | Tweede dochter van Cato Christiaans en verpleegster                                 | Hoofdrol | Hoofdrol |
| Maarten Heijmans       | Marco Simons           | Regulator bij het Schild                                                            | Hoofdrol | Hoofdrol |
| Monic Hendrickx        | Cato Christiaans       | Weduwe, hertrouwd met weduwnaar Pieter Hendriks                                     | Hoofdrol | Hoofdrol |
| Gene Bervoets          | Pieter Hendriks        | Directeur van de Dienst Scorebegeleiding in Arcadia                                 | Hoofdrol | Hoofdrol |
| Romana Vrede           | Bo                     | Voogd van de Koepel in Arcadia                                                      |          | Hoofdrol |
| Wim Opbrouck           | Jaak Philips           | Directeur van het chipbedrijf en een heer van de Koepel in Arcadia                  | Bijrol   | Bijrol   |
| Jean Janssens          | Gloria "Glo" Philips   | Dochter van Jaak Philips en verloofd met Alex Jans                                  | Bijrol   | Bijrol   |
| Aus Greidanus sr.      | Simon Simons           | Vader van Marco Simons en oud-journalist                                            | Bijrol   | Bijrol   |
| Mustafa Duygulu        | Damiaan 'Dax' Xaverius | Leider nederzetting in de Buitenwereld                                              | Bijrol   | Bijrol   |
| Mathijs Scheepers      | Commandant Sanders     | Hoofd afdeling Buitendienst Zuidpoort bij het Schild                                | Bijrol   | Bijrol   |
| Gijs De Corte          | Hugo                   | Bewoner nederzetting in de Buitenwereld                                             | Bijrol   | Bijrol   |
| Natali Broods          | Lena Harms             | Revisor bij het Vizier                                                              | Bijrol   | Gastrol  |
| Ward Kerremans         | Jeroen Ivans           | Man van Milly Hendriks                                                              | Bijrol   | Gastrol  |
| Ronald Top             | Klaas Boukes           | Hoofdrevisor bij het Vizier                                                         | Gastrol  | Bijrol   |
| Michaël Pas            | Jacob Hermans          | Rechter                                                                             | Gastrol  | Bijrol   |
| Lukas De Wolf          | Gerrit                 | Soldaat bij het Schild                                                              | Gastrol  | Bijrol   |
| Boris Van Severen      | Hans Maartens          | Assistent van regulator Simons bij het Schild                                       | Bijrol   |          |
| Thomas Ryckewaert      | Rein Roelofs           | Sergeant bij het Schild, afdeling Buitendienst Zuidpoort                            | Bijrol   |          |
| Lukas Bulteel          | Willem Dieters         | Collega-verpleger van Hanna Jans                                                    | Bijrol   |          |
| Ikram Aoulad           | Nora Davids            | Hoofdverpleegster                                                                   | Bijrol   |          |
| Aimé Claeys            | Ben Barends            | Assistent van hoofdrevisor Boukes bij het Vizier                                    |          | Bijrol   |
| Clara Cleymans         | Cornelia Florins       | Raadslid van de Koepel                                                              |          | Bijrol   |
| Rutger Messerschmidt   | Nobel Simons           | Bewoner nederzetting in de Buitenwereld en neef (met downsyndroom) van Marco Simons | Gastrol  | Gastrol  |
| Gabriël Opdebeeck (S1) | Mats Ivans             | Zoon van Milly en Jeroen                                                            | Gastrol  | Gastrol  |
| James Wauters (S1)     | Mats Ivans             | Zoon van Milly en Jeroen                                                            | Gastrol  | Gastrol  |
| Fabian Joosten (S2)    | Mats Ivans             | Zoon van Milly en Jeroen                                                            | Gastrol  | Gastrol  |
| Mil Sinaeve            | Bavo                   | Bewoner nederzetting in de Buitenwereld                                             | Gastrol  |          |
| Lidewij Mahler         | Leontien Simons        | Zus van Marco Simons, moeder van Nobel en lief van Rein Roelofs                     | Gastrol  |          |
| Maarten Ketels         | Bart                   | Collega van Luz Hendriks op de Dienst Hulpverlening                                 | Gastrol  |          |
| Joey Van Rijthoven     | Boris Breytens         | Arrestant in Arcadia                                                                | Gastrol  |          |
| Belinda Voorspoels     |                        | Onthaal in ziekenhuis                                                               | Gastrol  |          |
| Anneke Sluiters        | Elza Marks             | Ontrouwe, compagnon van Glo Philips en ex van Marco Simons                          |          | Gastrol  |
| Margaux Caulier        | Sara                   | Kinderverzorgster                                                                   |          | Gastrol  |
| Wim Danckaert          |                        | Propaganda-woordvoerder Arcadia                                                     | Gastrol  | Gastrol  |
| Anneke De Keersmaeker  |                        | Arcadia-stem                                                                        | Gastrol  | Gastrol  |
| Jan Van den Eynde      |                        | Dokter die Cato's chip vervangt                                                     | Gastrol  |          |

## Afleveringen

### Seizoen 1 (2023)
| Nr. | Afl. | Titel            | Datum uitzending & |
| --- | ---- | ---------------- | ------------------ |
| 1 | 1    | De fraude        | 19 maart 2023      |
| Regulator Marco Simons van het veiligheidsagentschap het Schild arresteert Pieter Hendriks en zijn hele familie voor fraude met burgerscores. Pieter pleit schuldig en wordt terstond verbannen uit de natie Arcadia. Zijn familie, vrouw Cato, dochters Milly en Luz, stiefdochters Alex en Hanna worden allemaal gestraft met een lagere burgerscore. Pieter wordt aangevallen in de Buitenwereld. |      |                  |                    |
| 2 | 2    | Het nieuwe begin | 26 maart 2023      |
| Het gezin moet verhuizen van hun mooie bungalow naar een klein appartement. Milly wordt gedegradeerd van luitenant tot korporaal in de legerafdeling van het Schild, Hanna was dokter en moet nu als verpleegster aan de slag in het ziekenhuis en Alex mag niet meer trouwen omdat haar verloofde Gloria een veel hogere burgerstand heeft. Milly neemt een taak op zich bij een buitenpost van Arcadia in de hoop haar vader te kunnen redden. In het ziekenhuis wil Hanna een jongen met een lage burgerscore helpen via een ongeoorloofde botscan, maar ze wordt betrapt door hoofdverpleegster Nora. Luz kan de veranderingen in haar leven niet aan en krijgt paniekaanvallen. Regulator Simons vindt dat de familie niet genoeg gestraft wordt omdat hij gelooft dat ze allemaal wisten van hun vaders fraude. Hij overtuigt Alex om haar familie te verraden. Tijdens een familiebijeenkomst buiten neemt ze het hele gesprek op. |      |                  |                    |
| 3 | 3    | De opname        | 2 april 2023       |
| Milly ontdekt de opname en vernietigt die. De familie is geschokt van Alex' verraad. Jaak Philips wil Alex, de verloofde van zijn dochter Gloria, helpen met haar burgerscore door haar een baan te geven in zijn chipfabriek, maar ze weigert. Het Vizier krijgt weet van de opname door de familie af te luisteren en roept Alex op voor ondervraging. Revisor Lena Harms van het Vizier heeft haar eigen plannen met Alex en beveelt regulator Simons haar met rust te laten. Revisor Harms wil dat Alex de baan in de chipfabriek aanneemt. Luz wordt gearresteerd omdat ze problemen maakt op de bus naar haar werk. Op het Schildkantoor zet regulator Simons haar onder druk om haar familie te verraden. In het ziekenhuis ziet Hanna dat hoofdverpleegster Nora medicijnen steelt. Ze gaan naar haar vriend Cas Wessels die die nodig heeft, maar ze worden bespioneerd door hun collega Willem Dieters in opdracht van het Schild. In de Buitenwereld neemt sergeant Rein Milly mee naar een nederzetting van vluchtelingen die haar misschien kunnen helpen haar vader terug te vinden. |      |                  |                    |
| 4 | 4    | De vriend        | 9 april 2023       |
| Milly vraagt Dax, de leider van de nederzetting, om haar te helpen haar vader te vinden. Sergeant Rein helpt de nederzetting met goederen in ruil voor hun zorg aan Nobel, een jongen met het syndroom van Down en zoon van zijn overleden lief. Het Schild zit achter Nora aan maar ze pleegt zelfmoord. Hanna helpt in haar plaats Cas met het regelen van zijn illegale niertransplantatie. Regulator Simons pakt een collega van Luz hardhandig aan, omdat hij haar constant lastigvalt. Luz bezoekt Simons op zijn bureau om hem te bedanken, maar hij stuurt haar weg. Op het appartement van de familie vertelt Simons aan moeder Cato dat hij weet heeft van de opname. Hij uit zijn ongenoegen over hun fraude. Door de chipresultaten van Cato te manipuleren, zet revisor Harms Alex onder druk om de job bij Jaak aan te nemen. |      |                  |                    |
| 5 | 5    | De patiënt       | 16 april 2023      |
| De falende chip van Cato wordt vervangen. Alex werkt bij de veiligheidsdienst van Jaaks chipfabriek om spionnen van de voogd op te sporen. Echter moet zij zelf Jaak bespioneren in opdracht van revisor Harms en hoofdrevisor Klaas Boukes, omdat ze geloven dat hij technologie heeft die de lokalisatie van de chip kan omzeilen. Hanna begeleidt Cas in het ziekenhuis naar zijn illegale nieroperatie, maar wordt daarna overvallen. Bij ontwaken wordt ze ondervraagd door verzetsleden. Ze wordt weer verdoofd en na een zoektocht door het Schild teruggevonden. Luz wordt ontslagen op haar werk. In het ziekenhuis leert ze Simon Simons, de vader van regulator Simons, kennen. Milly filmt in Arcadia stiekem de moeder en dochter van Dax. In de Buitenwereld toont ze hem de beelden met de belofte hen te helpen in ruil voor haar vader te kunnen zien. |      |                  |                    |
| 6 | 6    | Het weerzien     | 23 april 2023      |
| In de Buitenwereld vindt kamplid Hugo vader Pieter terug, maar bij een zoektocht door Milly en Dax werd zijn broer Bavo gedood. Het Vizier volgt Hanna van naderbij voor lokalisatiefraude. Haar collega Willem toont zijn gevoelens voor haar, maar wordt door het Vizier onder druk gezet haar te bespioneren. Alex zorgt ervoor dat Jaak een medewerker ontslaat voor spionage, ondanks tegenwerking van haar verloofde Gloria. Thuis maken ze er ruzie over. Revisor Harms blijft Alex manipuleren. Luz helpt Simon Simons met zijn werk. Hij vertelt haar het verhaal van de verbanning uit Arcadia van zijn dochter Leontien en haar zoon Nobel, die downsyndroom heeft. Regulator Simons gaat achter Milly en sergeant Rein aan. Rein vertelt hem dat zijn neef Nobel in de Buitenwereld nog leeft en hij voor hem zorgt. |      |                  |                    |
| 7 | 7    | De handschoen    | 30 april 2023      |
| Milly plant met Rein hoe ze verder haar vader in de Buitenwereld kan helpen. Revisor Harms vertelt Alex dat ze gelooft dat Jaak medeplichtig is aan een aanslag op de Koepel uit het verleden, waarbij haar moeder omkwam. Tijdens een autorit praten Luz en Marco over wat er met zijn zus Leontien en zijn neef Nobel is gebeurd. De nederzetting in de Buitenwereld neemt op een ceremoniële verbranding afscheid van Bavo. Zijn woedende broer Hugo geeft de schuld aan Arcadia. Hanna vindt Cas terug, maar het Vizier zit achter haar aan. Ze vlucht weg naar haar zus Alex waar ze beiden opgepakt worden. Alex dwingt Hanna om alles op te biechten over de Ontrouwen aan revisor Harms in ruil voor bescherming. Twee Ontrouwen discussiëren over de arrestatie van Hanna en het eventueel uitstellen van hun plan. Eén van de twee is Alex haar verloofde Gloria. |      |                  |                    |
| 8 | 8    | Het geheim       | 7 mei 2023         |
| Alex plant valse bewijzen van medeplichtigheid aan illegale technologie in Jaaks bureau, waarna het Vizier onder leiding van hoofdrevisor Boukes hem arresteert bij een huiszoeking. Op het werk van regulator Simons geeft Luz hem een vogelhuisje als geschenk en kust ze hem. In de Buitenwereld wil Hugo wraak voor zijn broer. Hij doodt Rein, waarop hij op zijn beurt wordt gedood door Dax, waardoor Milly gered is. De hoogzwangere Harms leert van Cas dat niet Jaak maar hoofdrevisor Boukes medeplichtig is aan de aanslag op de Koepel. Van de schok beginnen haar weeën op te komen. De baby wordt gezond en wel geboren. Op het hoofdkantoor van het Schild is er plots een zware storing in hun computersystemen. Marco brengt Hanna in veiligheid op vraag van Harms. In het ziekenhuis worden Marco's assistent Hans, Cas en Harms vermoord teruggevonden door hoofdrevisor Boukes en zijn team. Zij arresteren Alex op verdenking van moord. |      |                  |                    |

### Seizoen 2 (2025)
| Nr. | Afl. | Titel                  | Datum uitzending &                                  |
| --- | ---- | ---------------------- | --------------------------------------------------- |
| 9 | 1    | De voogd               | 19 januari 2025 (VRT 1) 16 februari 2025 (KRO-NCRV) |
| Regulator Marco Simons heeft Hanna tot aan de Zuidpoort gebracht zodat haar zus Milly haar naar buiten kan smokkelen, naar het kamp van hun vader Pieter Hendriks. Alex wordt erin geluisd door hoofdrevisor Klaas Boukes voor de moord op revisor Harms. Glo probeert haar vriendin Alex en haar vader Jaak, gearresteerd voor verraad, te redden. Ze geeft zichzelf aan bij regulator Simons en bekent een Ontrouwe te zijn. De Voogd volgt het onderzoek rond de moord op revisor Harms nauwgezet op. |      |                        |                                                     |
| 10 | 2    | Het proces             | 26 januari 2025 (VRT 1) 23 februari 2025 (KRO-NCRV) |
| Hanna geraakt veilig bij haar vader Pieter en helpt de gewonde Hugo buiten het kamp te verzorgen. Pieter heeft zware discussies met kampleider Dax of het wel een goed idee is Hugo te helpen. Glo offert zich op om Jaak en Alex te redden van deportatie door te bekennen dat zij het bewijs van verraad in haar vaders bureau zou gelegd hebben en dat zij de moord op revisor Harms zou gepleegd hebben. Hoofdrevisor Boukes stelt Harms zijn loyaliteit in vraag. De Voogd ontfermt zich over de pasgeboren baby van de vermoorde Harms. Zij weet niet dat haar man de echte vader is van het meisje. De Voogd ontdekt dat Boukes haar voorgelogen heeft over de Aanslag in de Koepel en het recente geweld.              |      |                        |                                                     |
| 11 | 3    | De leugen              | 2 februari 2025 (VRT 1) 2 maart 2025 (KRO-NCRV)     |
| Regulator Simons opent samen met Alex een onderzoek naar hoofdrevisor Boukes, die ondertussen door de Voogd op non-actief gezet is. Simon Simons en Luz starten hun eigen onderzoek naar de Aanslag in de Koepel. Jaak Philips, die rouwt om de deportatie van zijn dochter Glo, wordt door de Ontrouwen overtuigd om een bom te plaatsen in de Koepel. Hanna ontsnapt uit de nederzetting en gaat op zoek naar een zwangere vrouw die samen met haar buitengezet is. De deportatie van Glo eindigt in een drama wanneer ze tijdens een schermutseling doodgeschoten wordt. |      |                        |                                                     |
| 12 | 4    | De kus                 | 9 februari 2025 (VRT 1) 9 maart 2025 (KRO-NCRV)     |
| Marco contacteert zijn ex-vriendin Elza Marks om meer informatie te verkrijgen. Luz is jaloers als ze verneemt dat Marco en Elza gekust hebben. In de Buitenwereld bedenken Pieter en Hanna een plan om Arcadia plat te leggen door de burgerscores te saboteren. Maar dan wordt de Nederzetting ontdekt door agenten van Boukes. Wanneer de Voogd ontdekt dat ze niet alleen door Klaas Boukens maar ook haar echtgenoot rechter Hermans verraden werd, radicaliseert ze. |      |                        |                                                     |
| 13 | 5    | De afrekening          | 16 februari 2025 (VRT 1) 16 maart 2025 (KRO-NCRV)   |
| De Voogd wil de minimumscore verhogen zodat er meer burgers gedeporteerd kunnen worden, maar ze haalt haar slag niet thuis in de Koepel. Millie en Hanna keren terug naar Arcadia, waar er meteen jacht op hen gemaakt wordt. Elza verspreidt een bericht waarin hoofdrevisor Boukens ontmaskerd wordt als het brein achter de aanslag op de Koepel. Macro ontdekt dat de Ontrouwen geïnfiltreerd zijn door agenten van het Visier en hij kan ternauwernood ontkomen aan een aanslag op zijn leven. Elza, Alex en zijn vader hebben echter minder geluk en overleven het niet. |      |                        |                                                     |
| 14 | 6    | De val                 | 23 februari 2025 (VRT 1) 23 maart 2025 (KRO-NCRV)   |
| Na haar terugkeer naar Arcadia wordt Millie gevangengenomen, maar ze wordt naar de Voogd gebracht die haar echte moeder blijkt te zijn. De Voogd ziet Millies zoontje Mats als haar rechtmatige opvolger om later Arcadia te leiden. Marco heeft bewijs dat zijn vader en Alex op bevel van Klaas Boukens vermoord zijn. Wanneer de Voogd verantwoording moet afleggen aan de Koepel, schuift ze alle schuld in de schoenen van Boukens, die zelfmoord pleegt door van een gebouw te springen. In het Buitengebied wordt de nederzeting door het Vizier vernietigd. Slechts enkelen, waaronder Pieter, kunnen ontkomen. |      |                        |                                                     |
| 15 | 7    | De nieuwe hoofdrevisor | 2 maart 2025 (VRT 1) 30 maart 2025 (KRO-NCRV)       |
| Marco wordt benoemd tot nieuwe hoofdrevisor, maar hij wordt onmiddellijk gechanteerd door de Voogd om haar vrij te pleiten van alle beschuldigingen. De Voogd wil de Raad van Bestuur opzij zetten en de macht grijpen. Luz trekt ongevraagd in bij Marco, tegen de zin van haar moeder. Hij voelt zich daar wat ongemakkelijk bij maar laat haar toch blijven. Cato en Hanna stellen Marco hun plan voor om het Algoritme te saboteren zodat de burgerscore van iedereen op nul gezet wordt. Luz kan het programma schrijven en Marco heeft als hoofdrevisor de macht om haar binnen te loodsen bij de Dienst Algoritme. In het Buitengebied wordt het groepje overlevenden ondertussen aangevallen door een gewapende bende. |      |                        |                                                     |
| 16 | 8    | Score nul              | 9 maart 2025 (VRT 1) 6 april 2025 (KRO-NCRV)        |
| De poging van Jaak om de Voogd met een bom op te blazen in de Koepel mislukt en ook het plan van Milly om de poging tot staatsgreep van de Voogd uit te brengen wordt verijdeld. Alles rust nu op de schouders van Marco, Cato en Luz om het Algoritme te saboteren en iedereen zijn vrijheid terug te geven. Ze slagen erin, waardoor er chaos uitbreekt en Arcadia en de bewoners van het Buitengebied kunnen terugkeren om herenigd te worden met hun families. |      |                        |                                                     |

## Productie

### Financiering
De fictie-dramaserie Arcadia is een project van het Belgische productiehuis jonnydepony, meer bepaald van scenarist Philippe De Schepper en producent Helen Perquy. De productie startte in het voorjaar van 2019. Perquy vond productiepartners in het Nederlandse productiehuis Big Blue en in de openbare omroepen VRT uit België en NPO 3 (KRO-NCRV) uit Nederland. Verdere steun kwam er van de Duitse publieke omroepen WDR en SWR (ARD) en het Vlaams Audiovisueel Fonds (VAF). Elke aflevering was voorzien van een budget van 1 miljoen euro.
Er waren nog geïnteresseerde co-financierders, maar hun eisen waren onoverkomelijk voor Perquy. Zo vroeg Netflix globale uitzendrechten en wou de Franse openbare omroep dat er Franse acteurs meespeelden.

### Script
Aanvankelijk heette de serie Decimation (Nederlands: decimatie), naar het oorspronkelijke idee van hoofdscenarist Philippe De Schepper om een verhaal te vertellen over een erbarmelijke maatschappij, veroorzaakt door overbevolking, waarbij toevlucht gezocht wordt in onmenselijke oplossingen.
De Schepper en zijn coscenarist Bas Adriaensen vonden inspiratie bij het Chinees sociaalkredietsysteem, een puntensysteem voor voorrechten om bijvoorbeeld naar het buitenland te mogen reizen, en de Stasi, de geheime dienst in de voormalige Duitse Democratische Republiek (DDR), die volop eigen burgers rekruteerde om hun buren, vrienden en familie te bespioneren. Die elementen gecombineerd, werd het hoofdverhaal een controlemaatschappij waarbij een afwegingssysteem je sociale status bepaalt. Met inbreng van andere scenaristen werd die maatschappij Arcadia gedoopt en werd het verhaal gefocust rond één gezin dat nare tijden kent wanneer ontdekt wordt dat ze in het afwegingssysteem vals gespeeld hebben.

### Decor
Voor de toekomstsfeer werd een jaren 80-retro-futuristische achtergrondstijl gekozen met een mix van hoogtechnologische snufjes en verouderde technologie die in een postapocalyptisch Arcadia uit noodzaak gerecycleerd wordt, zoals een analoge cassetterecorder en wagens uit de jaren 70, 80 en 90.
In de LITES studios van Vilvoorde werd een grote set opgebouwd van onder meer het hoofdkwartier van het Schild. Verder werd er gedraaid bij bestaande gebouwen met een brutalistische bouwstijl, gekenmerkt door hun blokachtige betonnen structuren. Met visuele effecten werden die digitaal nog bijgewerkt, zoals toevoeging van extra verdiepingen. Voor wagens werden oldtimers gebruikt, waaronder een aangekochte Bentley, die tijdelijk een futuristische verfraaiing kregen.

### Kostuums
Om kosten te besparen paste de kostuumafdeling flight suits aan voor de uniformen van de veiligheidsdienst het Schild in plaats van nieuwe uniformen te maken.

### Opnames
De opnameperiode van zes maanden was tijdens de coronapandemie, die heel wat logistieke problemen veroorzaakte. Het was toen onmogelijk veel figuranten te gebruiken, maar dat hielp om een desolate sfeer te scheppen in de wereld van Arcadia. Binnenopnames gebeurden grotendeels in de LITES studios van Vilvoorde en buitenopnames in België, Nederland, Duitsland en Frankrijk.

### Première
De eerste twee afleveringen gingen op 3 februari 2023 in première op het Filmfestival Oostende. De achtdelige serie was van 19 maart tot 7 mei 2023 wekelijks te zien op de televisiezenders VRT (Eén) en NPO 3 (KRO-NCRV). Diezelfde dag waren alle afleveringen beschikbaar op de Vlaamse openbare streamingdienst VRT MAX en het Nederlandse NPO Plus. Inclusief uitgesteld kijken was de première op Eén goed voor 1.489.204 kijkers en op NPO3 689.000 kijkers.
Later in 2023 was de serie op televisie in Duitsland te zien onder de naam "Arcadia – Du bekommst was du verdienst". De serie werd met Duitse dubbing lineair uitgezonden op de publieke zender ONE op 18 augustus (afleveringen 1-3), 19 augustus (afleveringen 4-6) en 20 augustus (afleveringen 7+8). Vanaf 18 augustus waren alle afleveringen ook beschikbaar in de mediatheek van de Duitse ARD-streamingsdienst.
De serie werd verkocht aan zeventien landen. Naast de coproductielanden België, Nederland en Duitsland is de serie uitgezonden in Australië, Frankrijk, Spanje, Rusland, Indonesië, Griekenland, het Verenigd Koninkrijk, Ierland, Polen, Tsjechië, Liechtenstein, Luxemburg, Oostenrijk en Duitstalig Zwitserland.

### Kijkcijfers
In België rapporteerde het Centrum voor Informatie over de Media (CIM) in 2023 een gemiddelde van 1.072.743 kijkers per aflevering van Arcadia op de VRT, na optelling van de live kijkcijfers op Eén en het uitgesteld kijken op VRT MAX.
Het tweede seizoen, uitgezonden in 2025 in Vlaanderen, haalde kijkcijfers van minder dan 600.000 kijkers. De eerste aflevering haalde 591.000 kijkers, uitgestelde kijkers inbegrepen.

### Seizoen 2
Het tweede seizoen met acht afleveringen werd geproduceerd vanaf juni 2022. Het Vlaams Audiovisueel Fonds kende een bedrag van 1.125.000 euro toe aan de productie. De opnames begonnen eind oktober 2023 onder regie van Joël Vanhoebrouck. Nieuwe gezichten zijn onder meer Romana Vrede, Aimé Claeys, Clara Cleymans en Fabian Joosten. De uitzendingen startten in 2025 vanaf 19 januari op VRT 1 in België en vanaf 16 februari op NPO 3 (KRO-NCRV) in Nederland. Op die data zijn alle afleveringen direct beschikbaar op de streamingdiensten van die zenders, VRT MAX en NPO Plus.

## Filmlocaties
Gedurende een half jaar gingen production designer Kurt Loyens en zijn team op zoek naar filmlocaties in België en buurlanden.

### België
1. Kasteel Groenhoven in Malderen: in de achtertuin, het verlovingsfeest van Alex en Gloria in aflevering 1.
2. Provinciehuis in Antwerpen: de chipfabriek van Jaak Philips. Met digitale effecten werd een betonnen verdieping toegevoegd en kreeg de bestaande muurgevel een meer betonnen uitzicht.
3. Arenawijk in Antwerpen: de 3+-wijk, appartementswoningen voor Arcadianen met lage burgerscore. Met digitale effecten werden onder meer een kerktoren en graffiti verwijderd en terrassen aangekleed.
4. Crematorium Hofheide in Holsbeek: gerechtsgebouw in Arcadia, met het interieur als gerechtszaal.
5. Uitkijktoren bij het Gileppestuwdam in Wallonië: het hoofdbureau Dienst Scorebegeleiding. Het bovengebouw van de toren werd volledig vervangen met een digitale creatie in brutalistische architectuur.
6. Fietsen door het Water aan de vijvers van De Wijers in Bokrijk: de fietsscène in aflevering 3.
7. Zinkgat Fondry des Chiens in Viroinval: plaats in de Buitenwereld waar Pieter Hendriks eerst terechtkomt.
8. Koninklijk Museum voor Schone Kunsten Antwerpen (KMSKA): het interieur van de Dienst Scorebegeleiding (o.a. Dienst Hulpverlening) en de chipfabriek (hoofdkantoor Jaak Philips).
9. Braempaviljoen in het Middelheimmuseum: woning Henk Martijns in aflevering 6
10. Het Openluchttheater bij de Brug bij Vroenhoven is de entree van de Koepel in aflevering 1 en 5 van seizoen 2
11. Het kamp in de Buitenwereld waar Pieter verblijft is rondom de Steenkoolmijn Sauwartan in aflevering 2 van seizoen 2

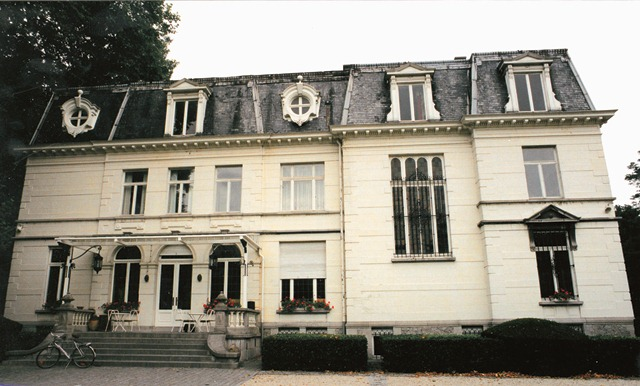
1. Kasteel Groenhoven
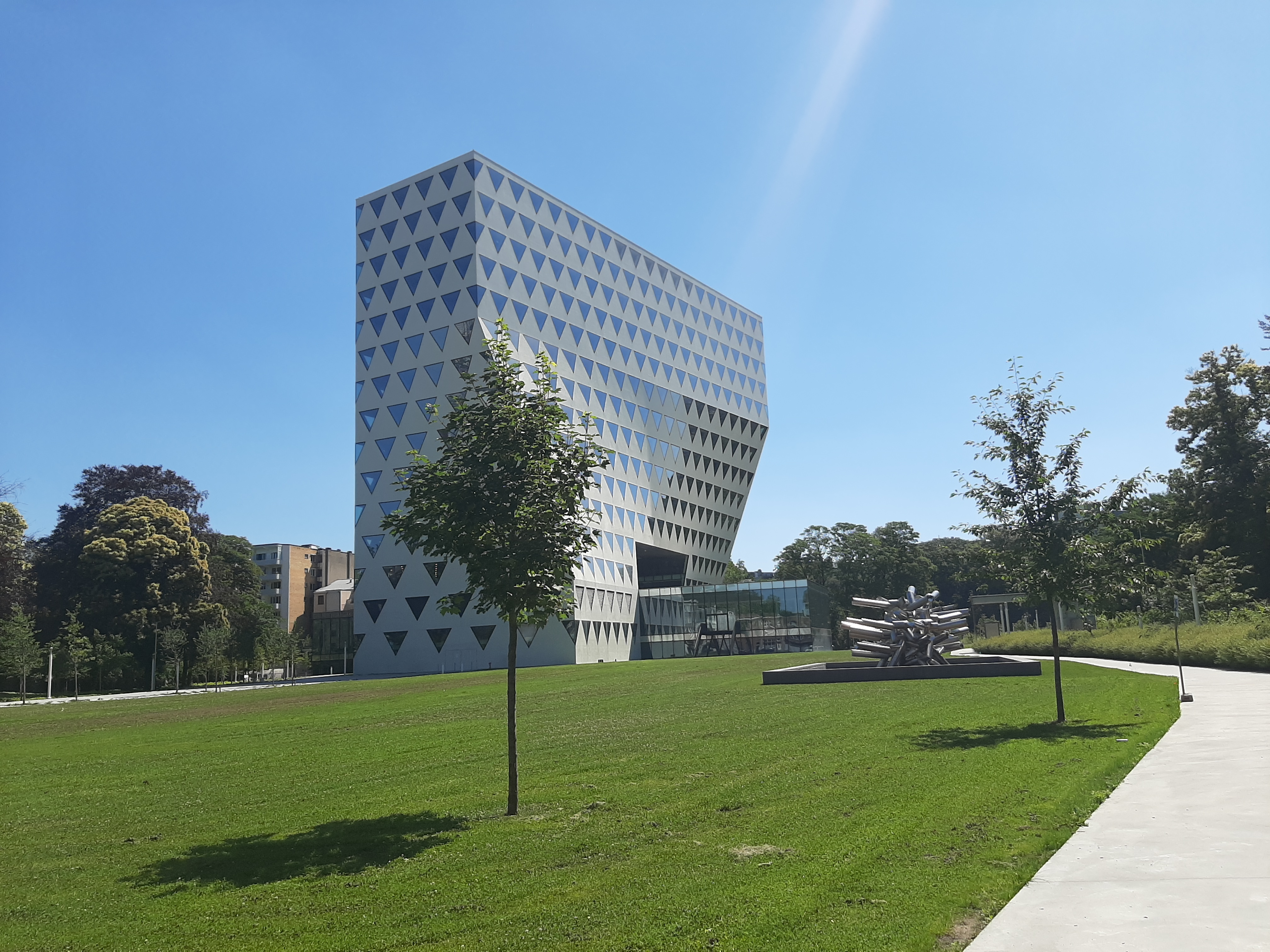
2. Provinciehuis
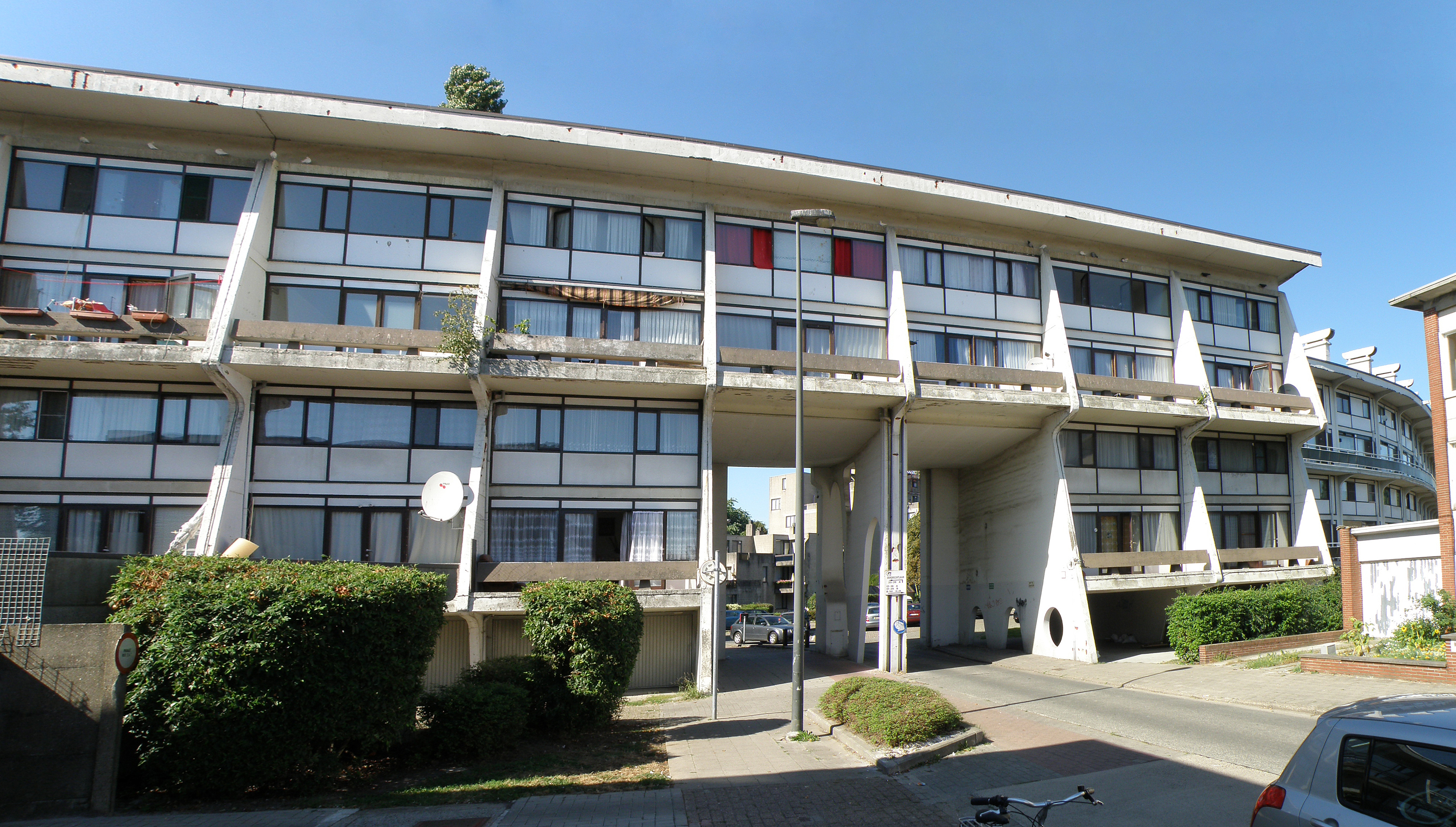
3. Arenawijk
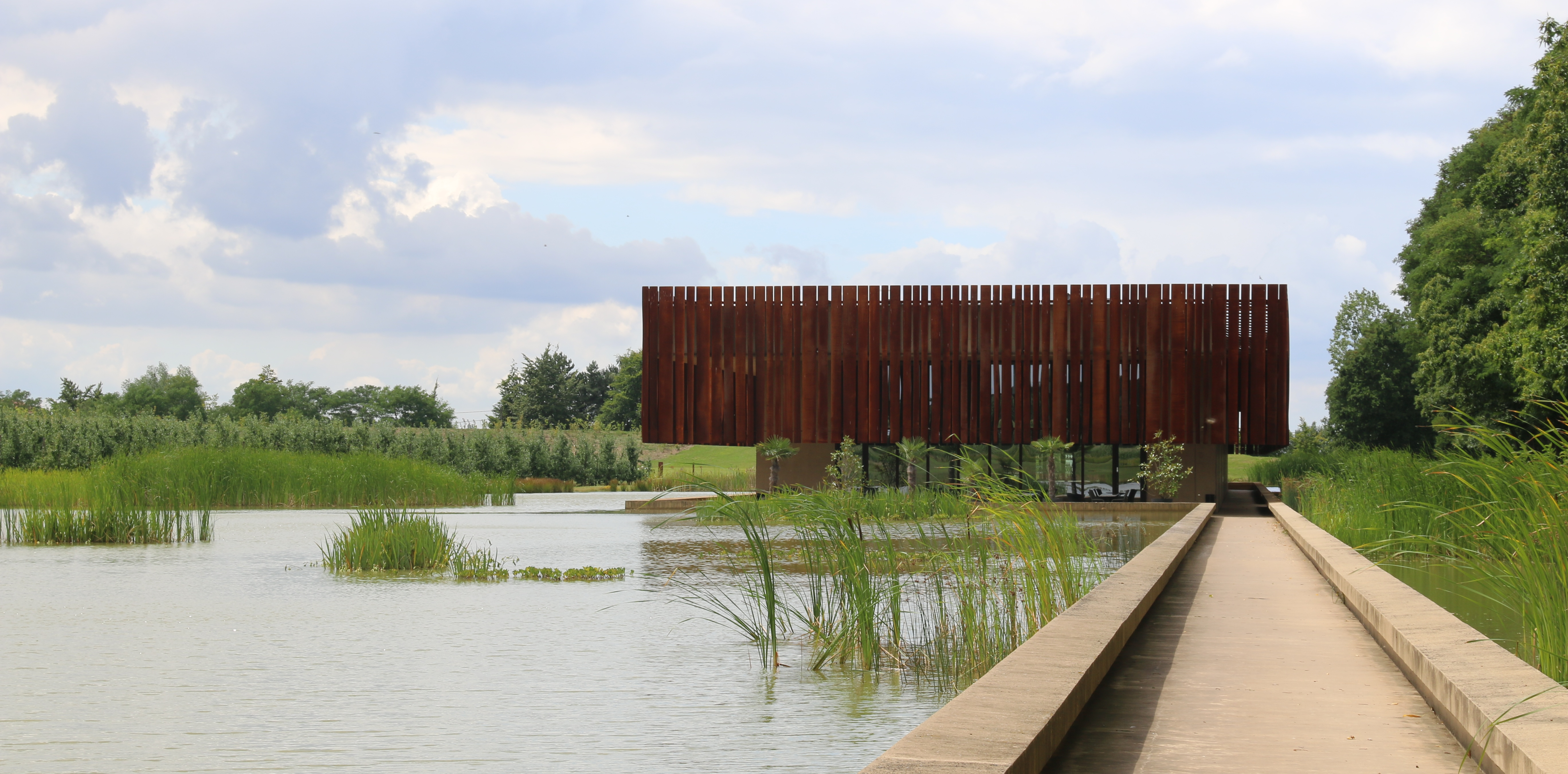
4. Crematorium Hofheide
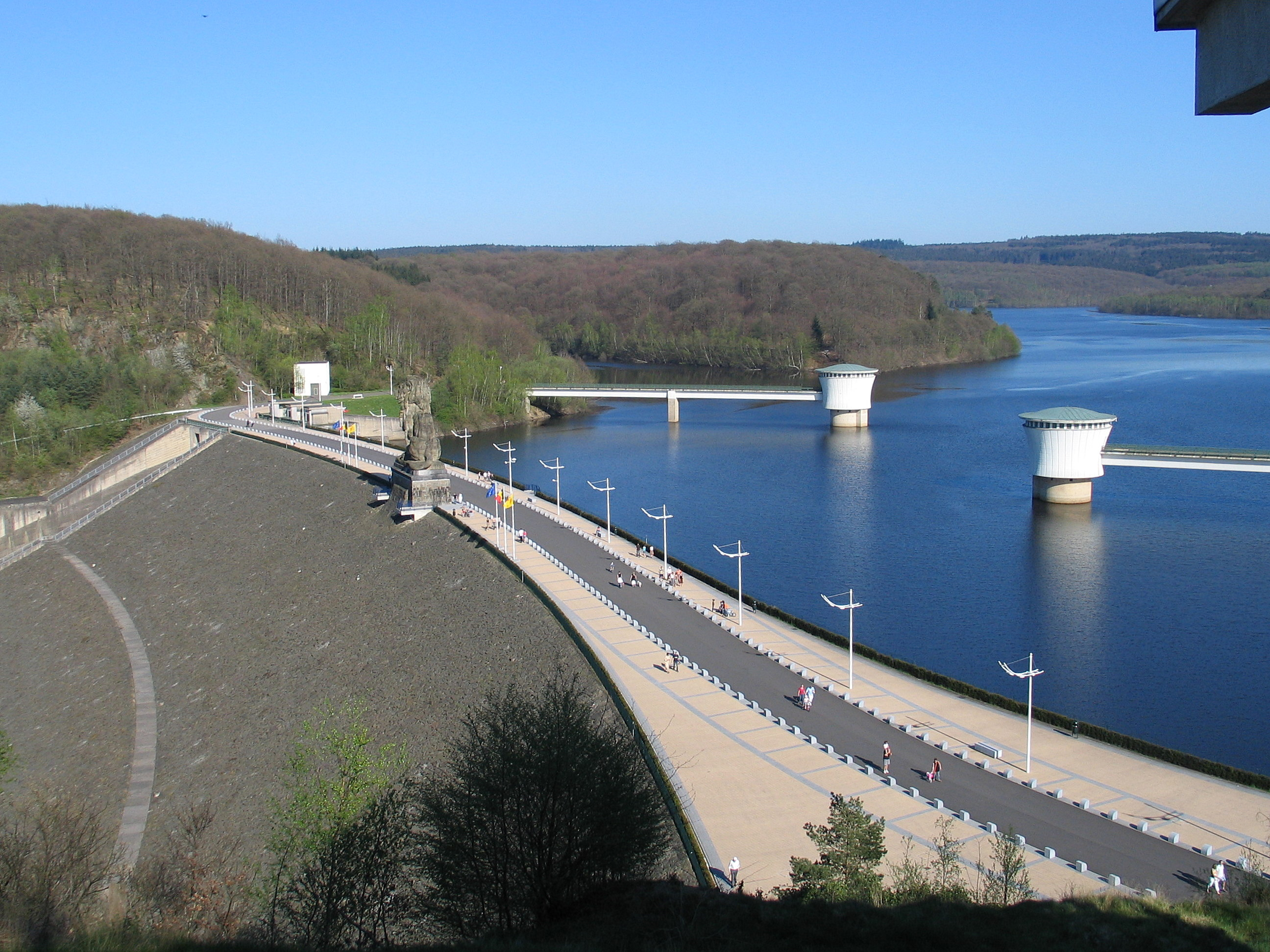
5a. Gileppestuwdam
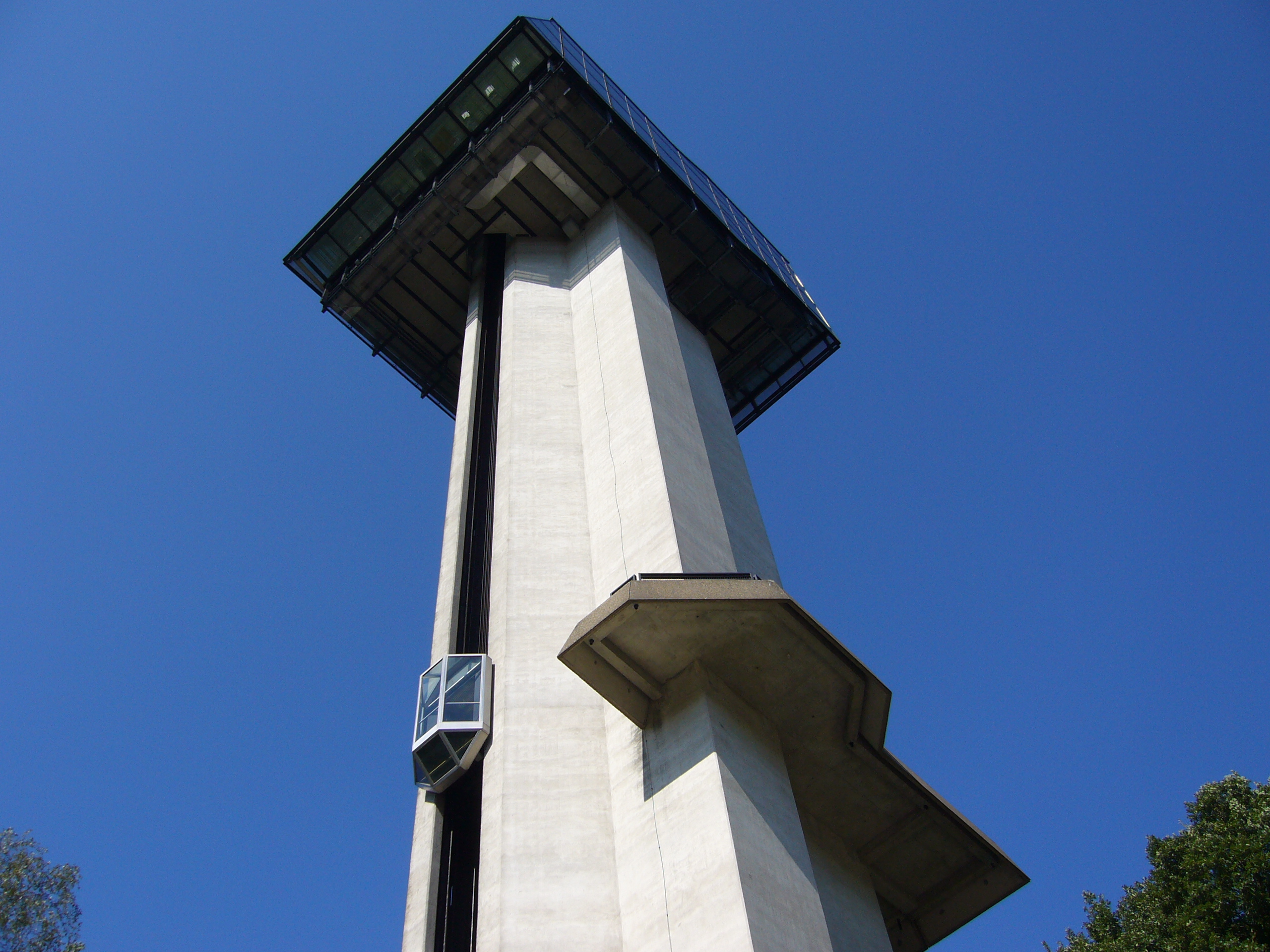
5b. Uitzichttoren Gileppestuwdam
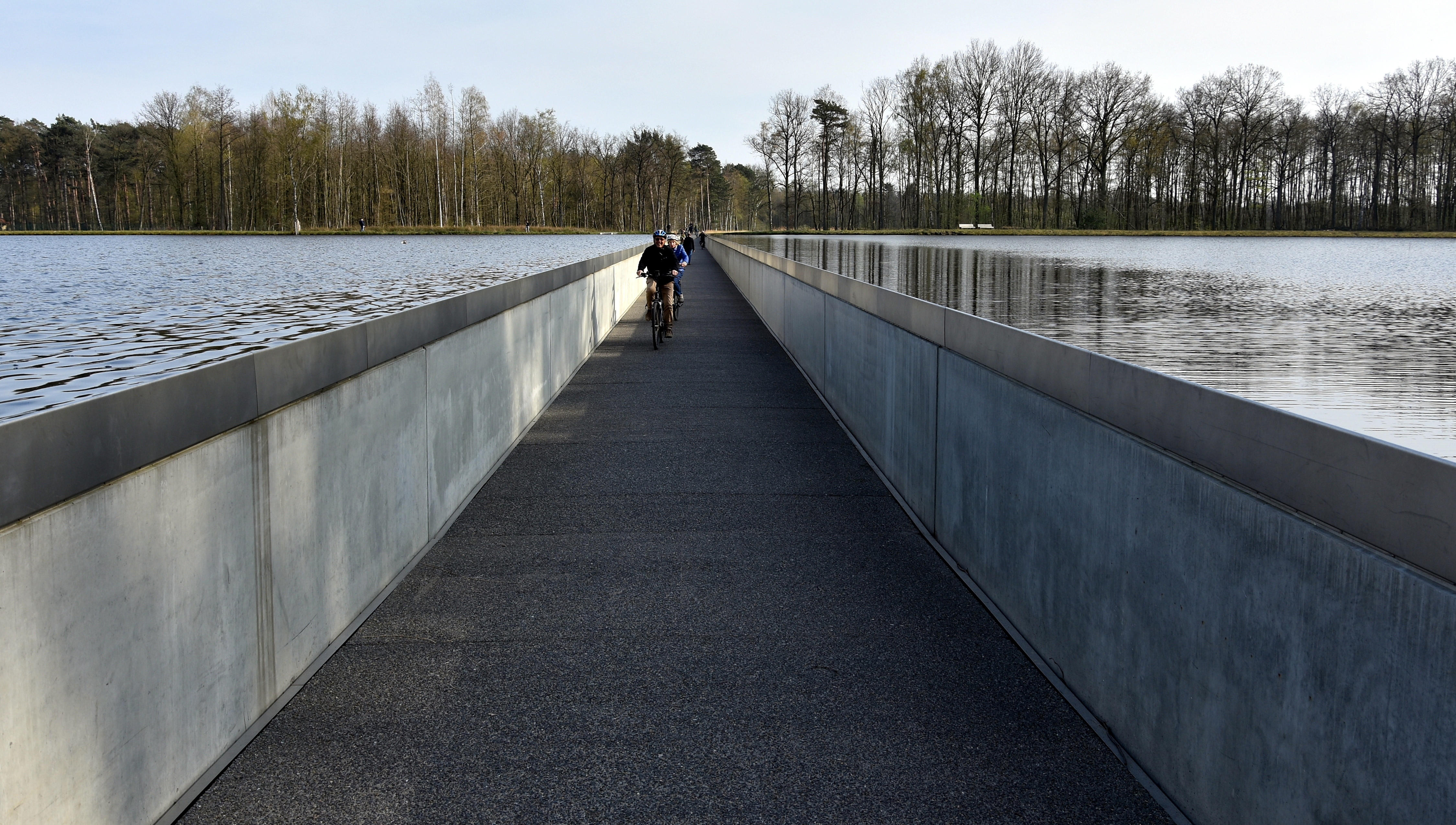
6. Fietsen door het Water
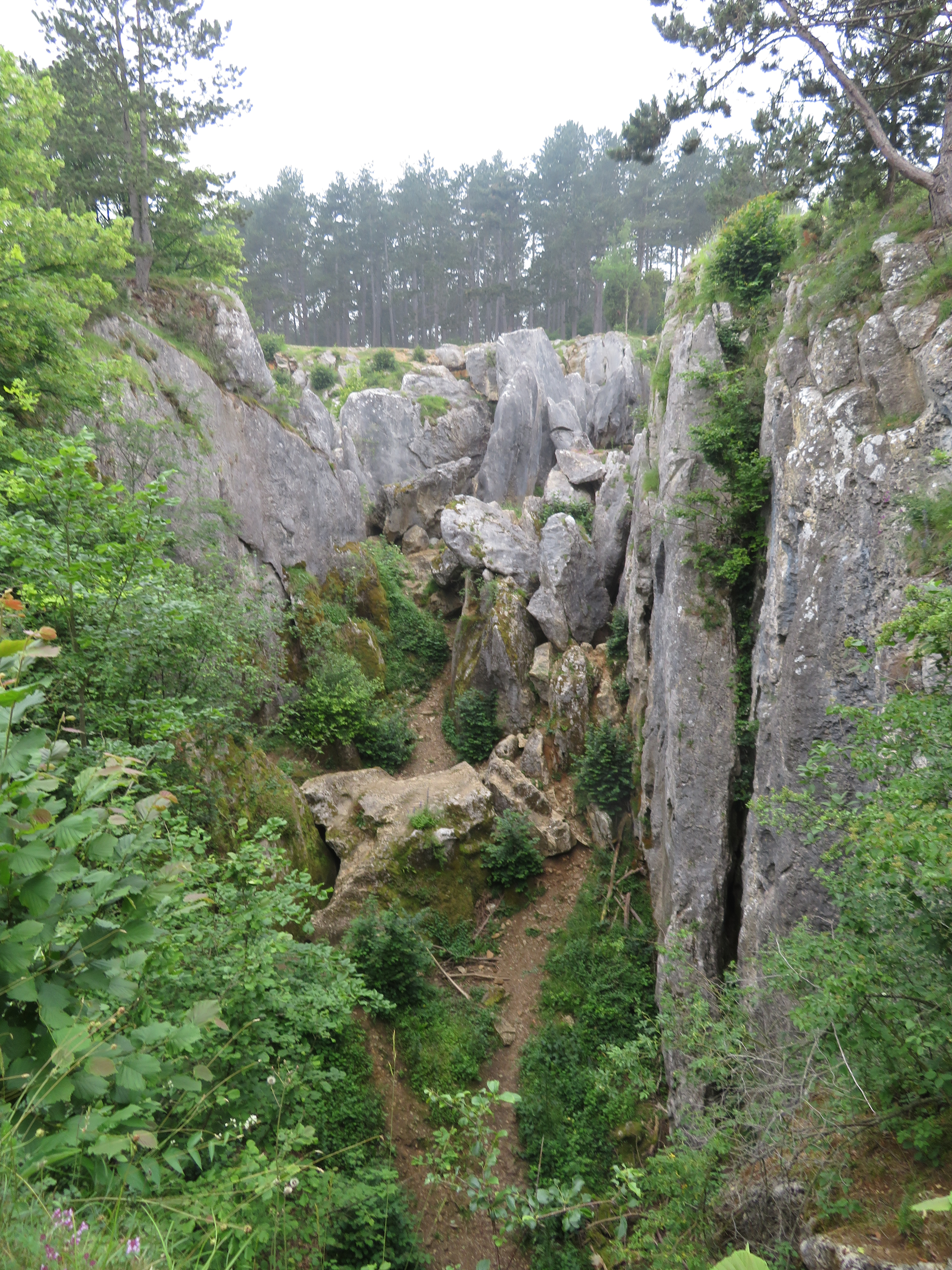
7. Zinkgat Fondry des Chiens
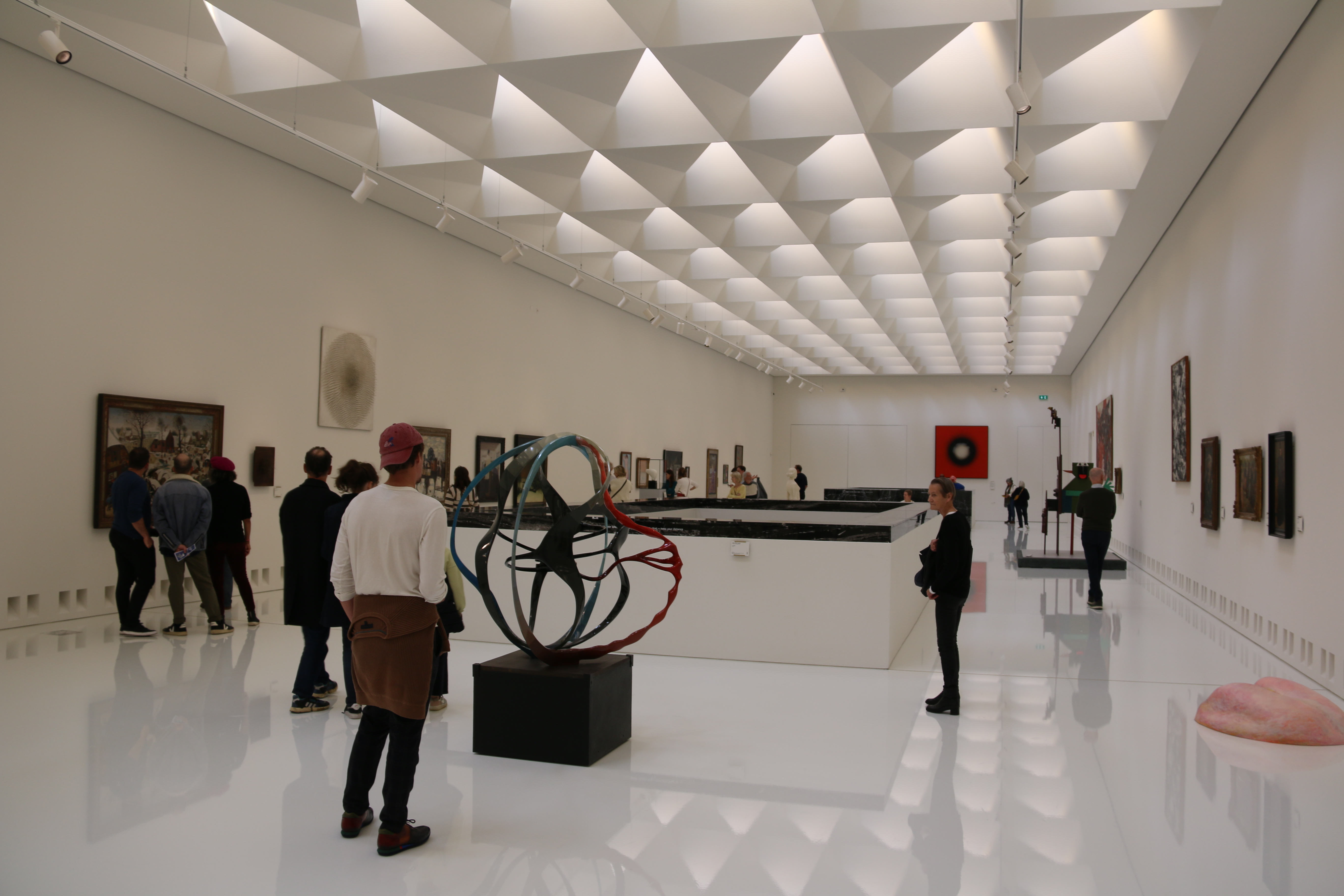
8. Koninklijk Museum voor Schone Kunsten Antwerpen
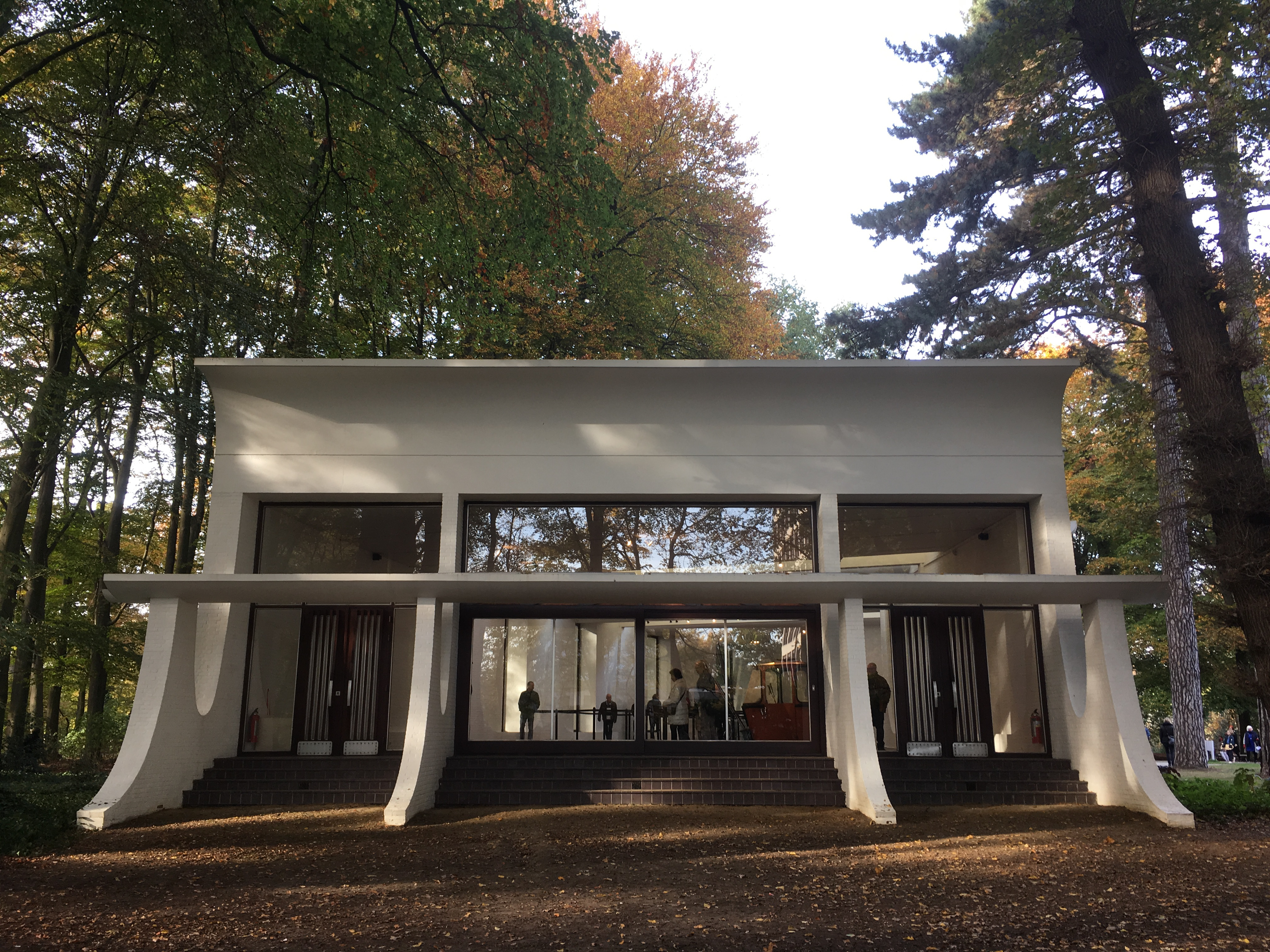
9. Braempaviljoen
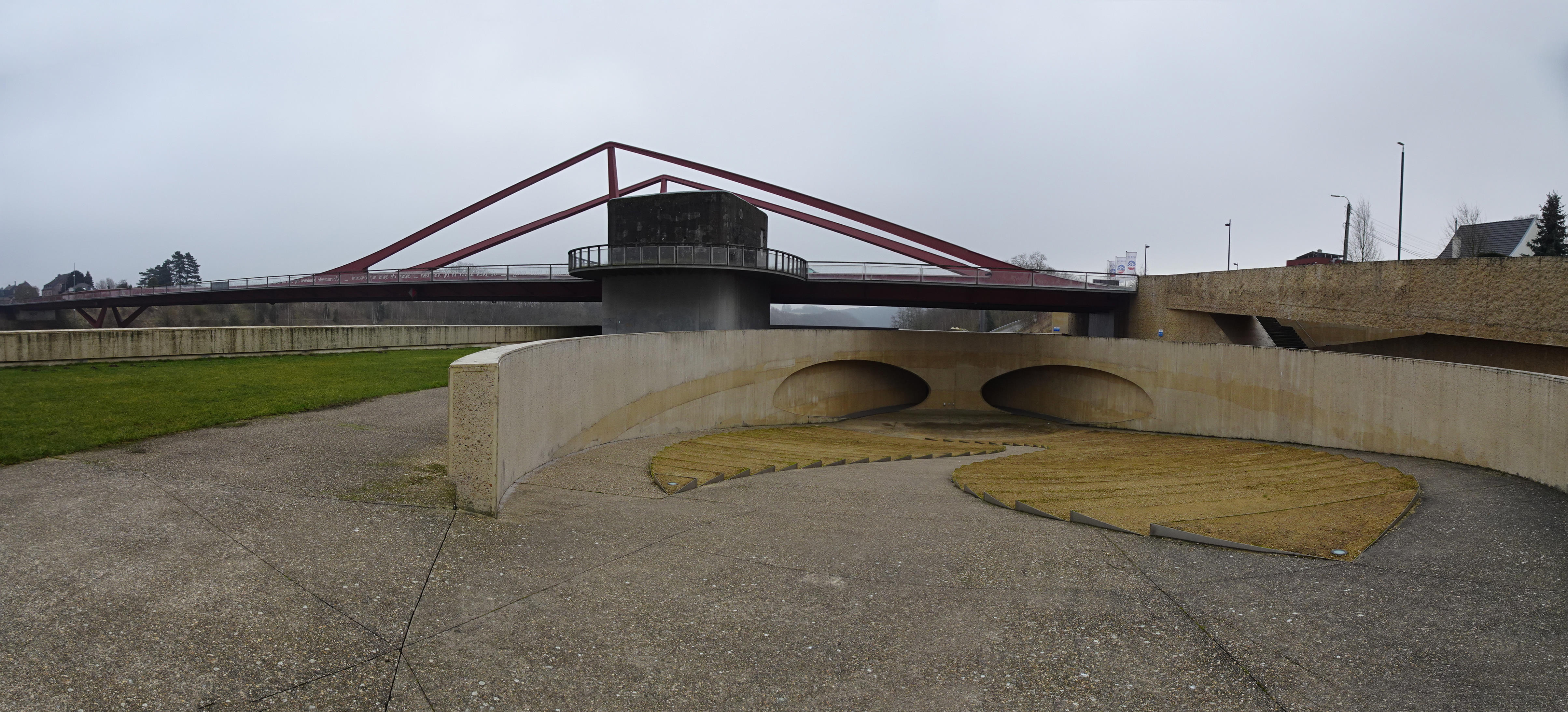
10. Openluchttheater brug bij Vroenhoven

### Nederland
1. Radio Kootwijk op de Veluwe: de Zuidpoort, een afdeling Buitendienst van het Schild. Met digitale effecten werden de nok van de toren uitgebreid, het hoofdgebouw minder sierlijk gemaakt, de zijvleugels meer volume gegeven en de muren verlengd.
2. Kunstwerk Deltawerk // in het Waterloopbos van de Noordoostpolder: het herdenkingsmonument Veld der Herinneringen in Arcadia. Een betonnen herdenkingsplakkaat werd geconstrueerd.
3. Soester Duinen in Soest: de Buitenwereld vlak bij de Buitendienst Zuidpoort, waar gedeporteerde Arcadianen vrijgelaten worden. Met digitale effecten werden het wrak van een gestrand koopvaardijschip toegevoegd en toevallige toeristen verwijderd.[5]
4. Brouwersdam: de weg naar de Buitendienst Zuidpoort.
5. Villa Kogelhof: in Kamperland: Het huis van de rechter en van de Voogd.

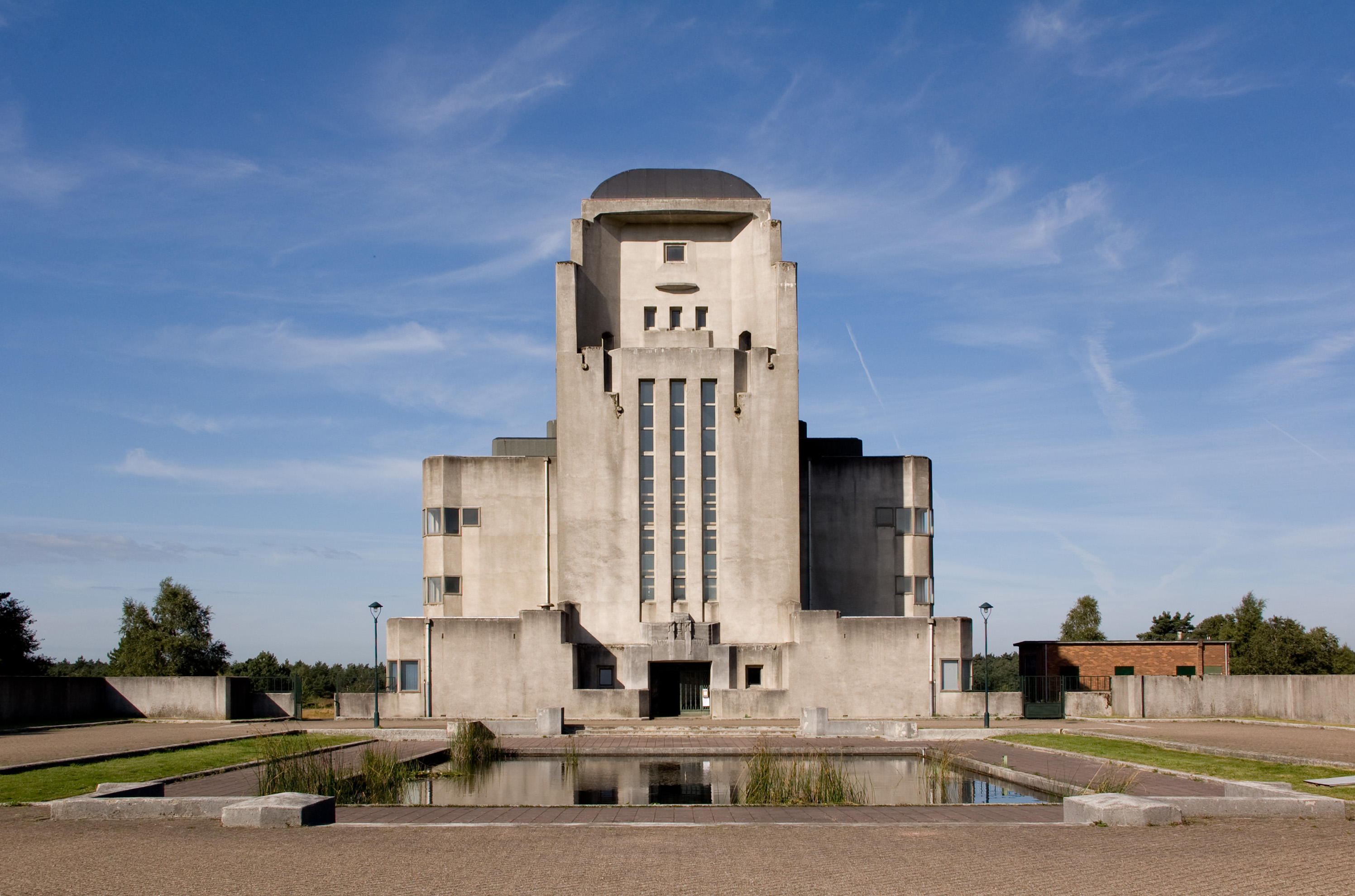
1. Radio Kootwijk
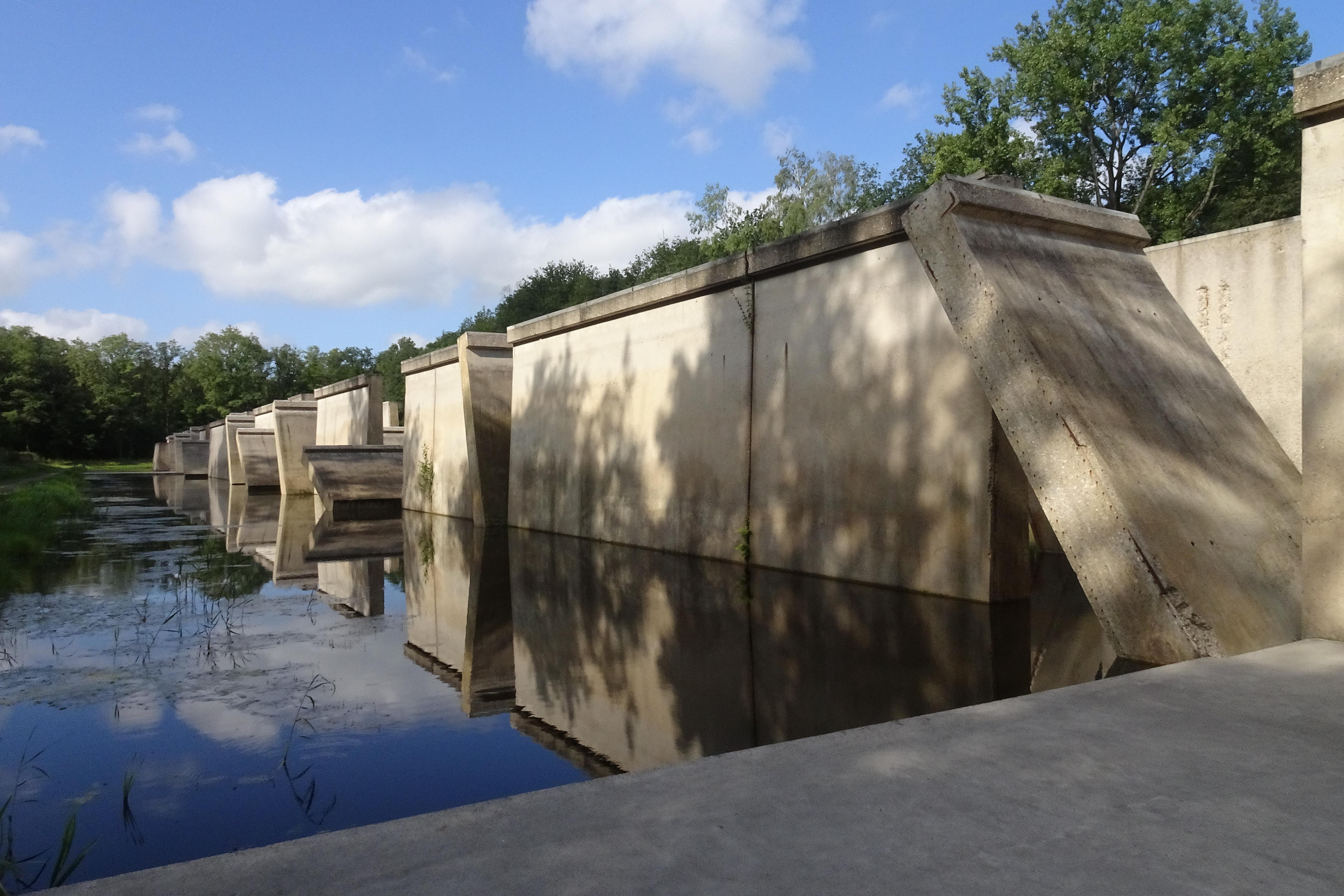
2. Kunstwerk Deltawerk //
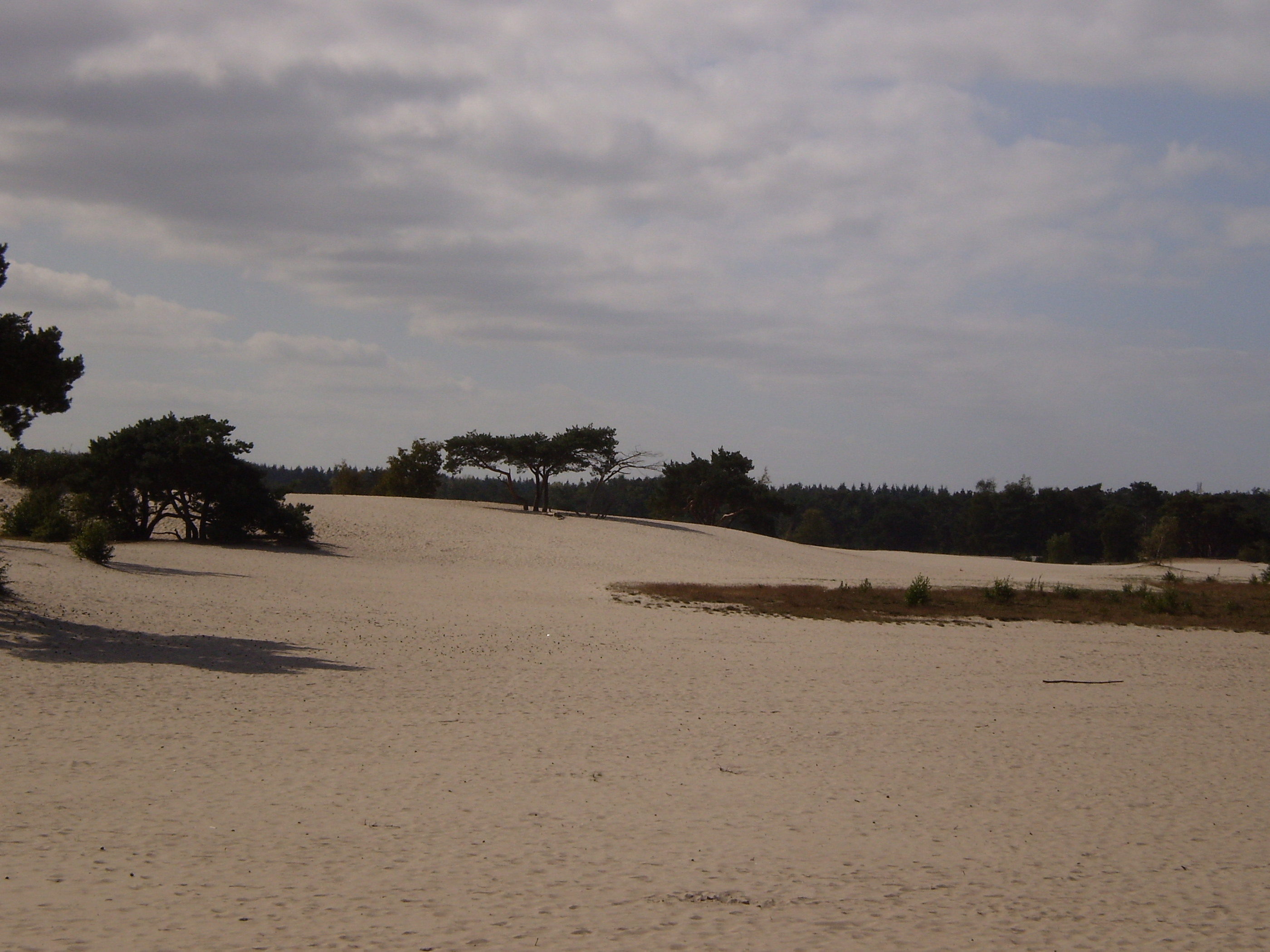
3. Soester Duinen
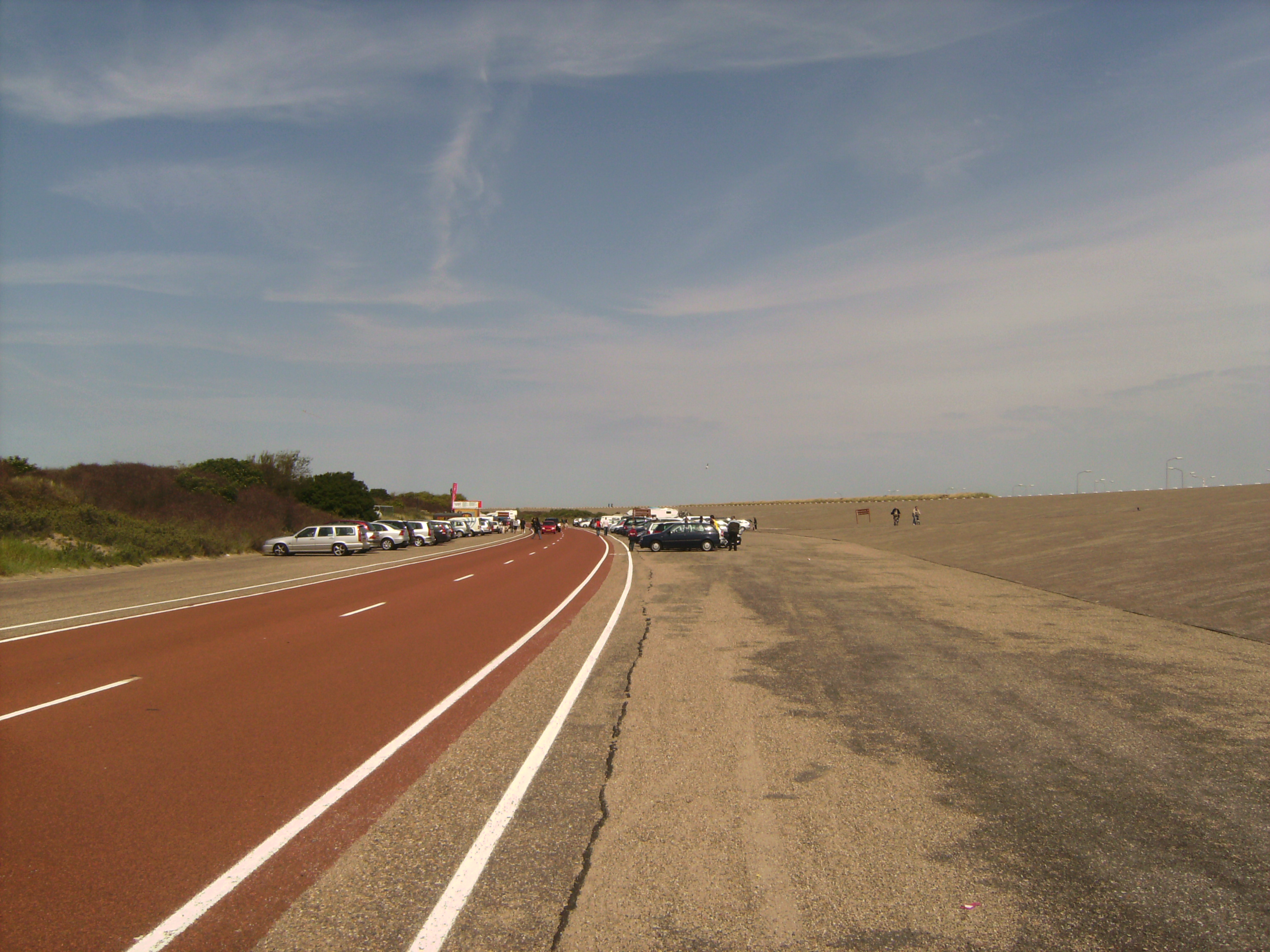
4. Brouwersdam
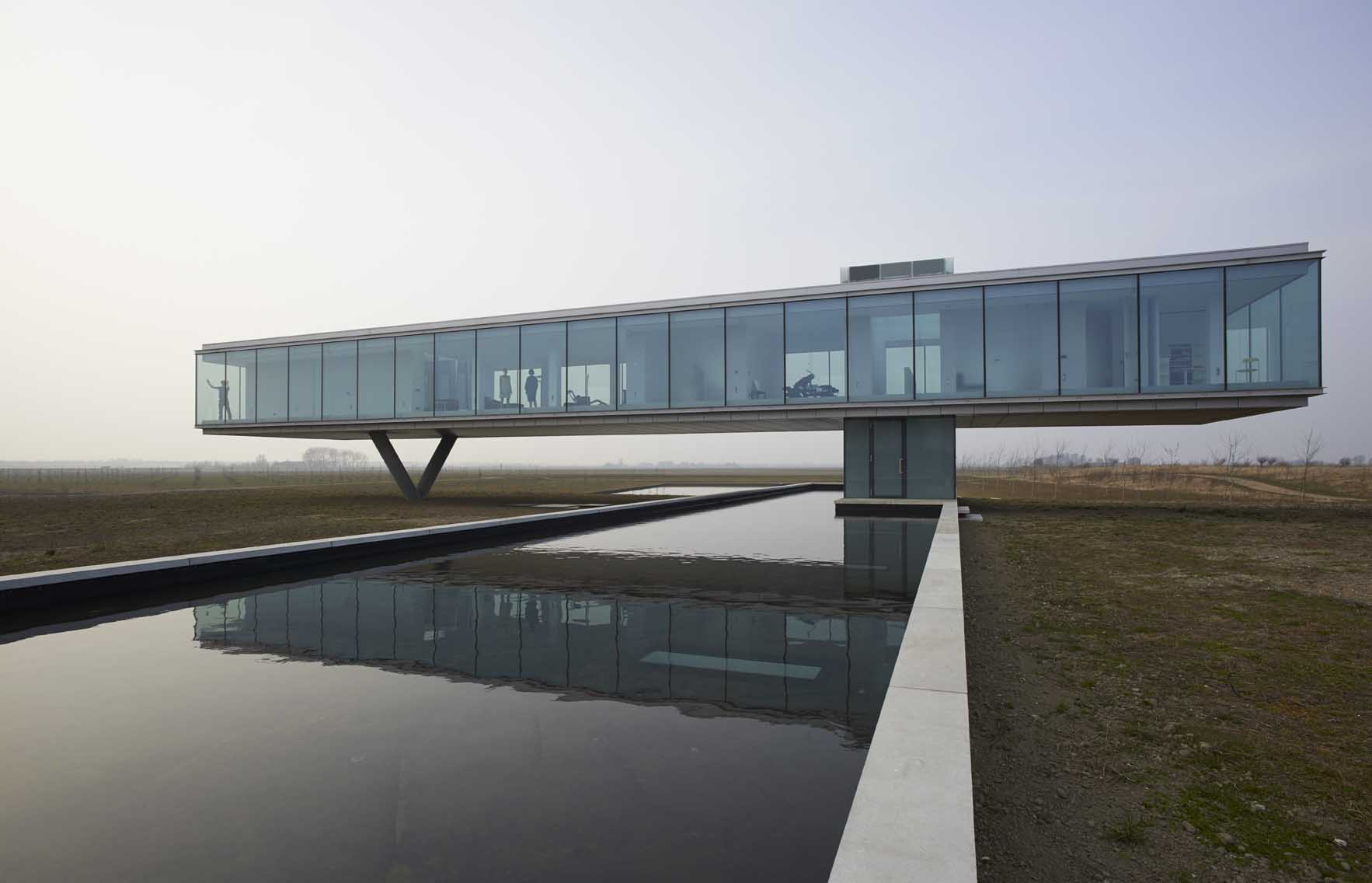
5. Villa Kogelhof

### Duitsland
1. Phaeno Science Center in Wolfsburg[17]: het hoofdbureau van het Schild, het binnenplein is een bushalte en parkeerplaats. Met digitale effecten werden twee etages aan het gebouw toegevoegd.

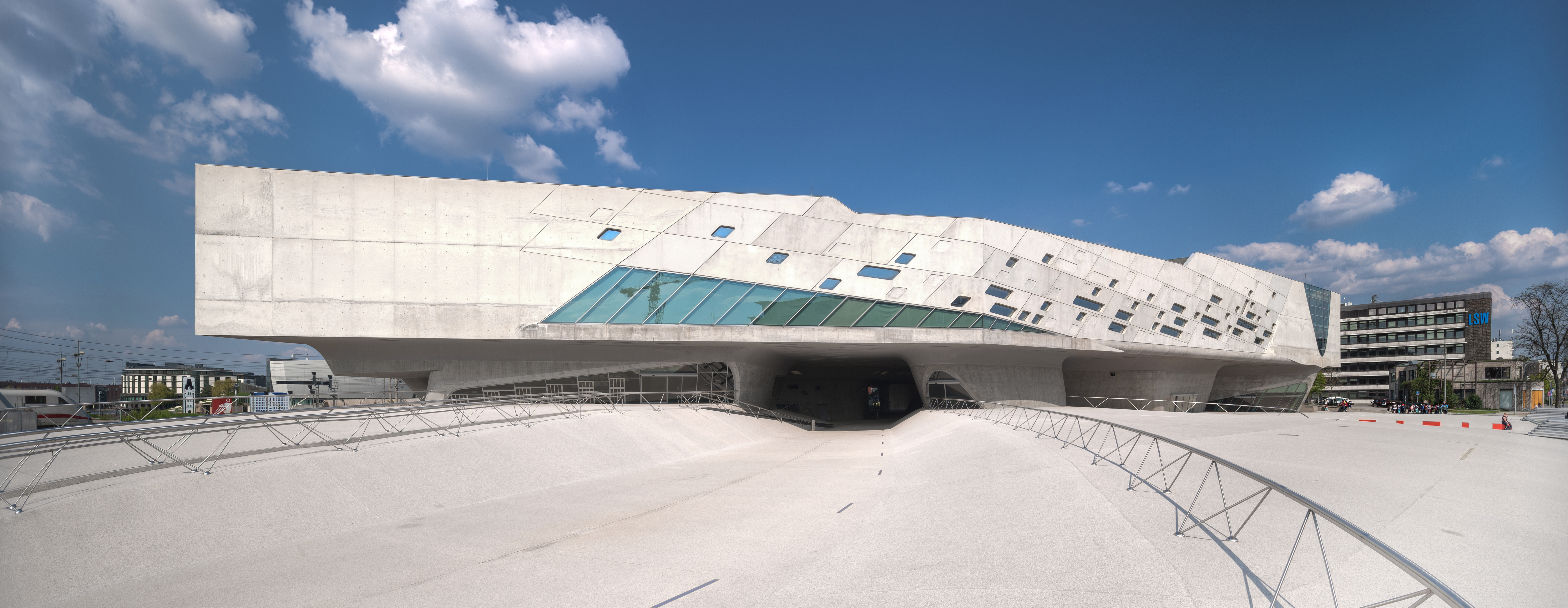
1a. Phaeno Science Center
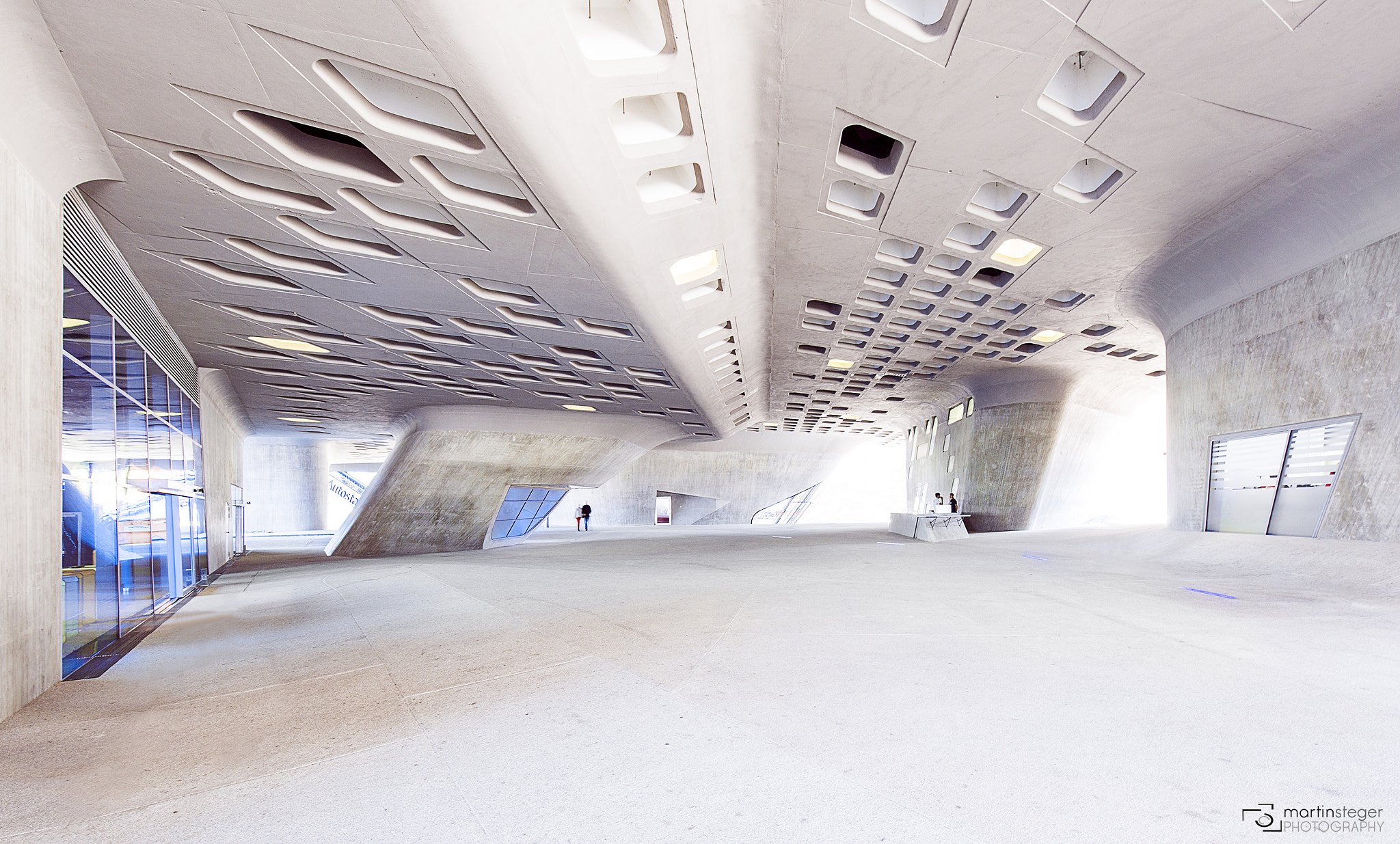
1b. Binnenplein Phaeno Science Center

### Frankrijk
1. Les Arènes de Picasso in Parijs: het cirkelvormig hoofdgebouw is het ziekenhuis en de zijgebouwen zijn appartementswoningen voor Arcadianen met hoge burgerscore.
2. Les Arcades du Lac de la Sourderie in Montigny-le-Bretonneux: de achtervolging-openingsscène in aflevering 1 en de 6+-wijk, appartementswoningen voor Arcadianen met een gemiddelde burgerscore.
3. Les Espaces d'Abraxas in Noisy-le-Grand: om een nog meer desolate sfeer te creëren, werden de planten op het plein verwijderd.
4. Parking Mont d'Est Relais in Les Arcades: De plek waar Simon Simons zijn oud collega van de krant om hulp vraagt voor een onderzoek.

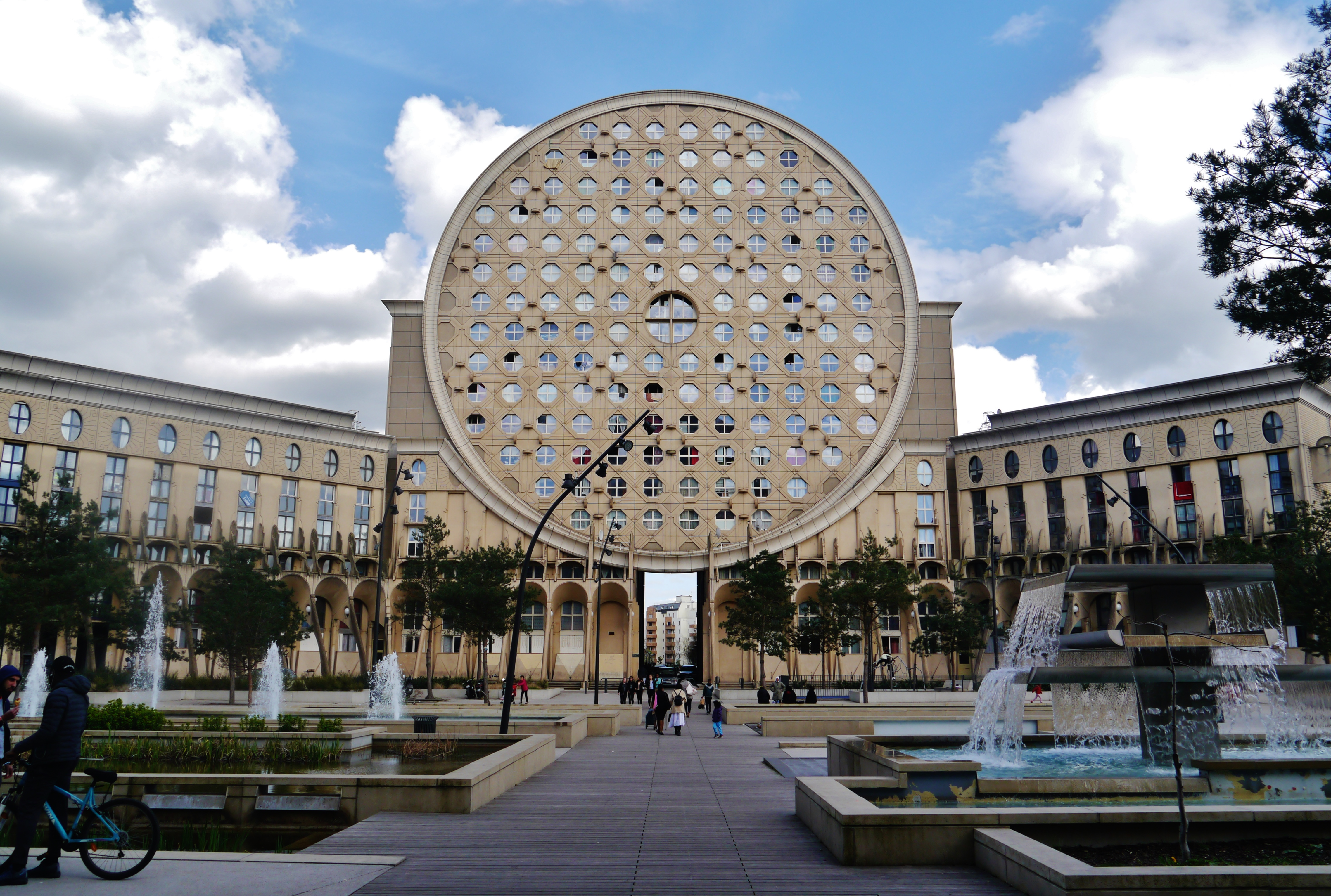
1. Les Arènes de Picasso
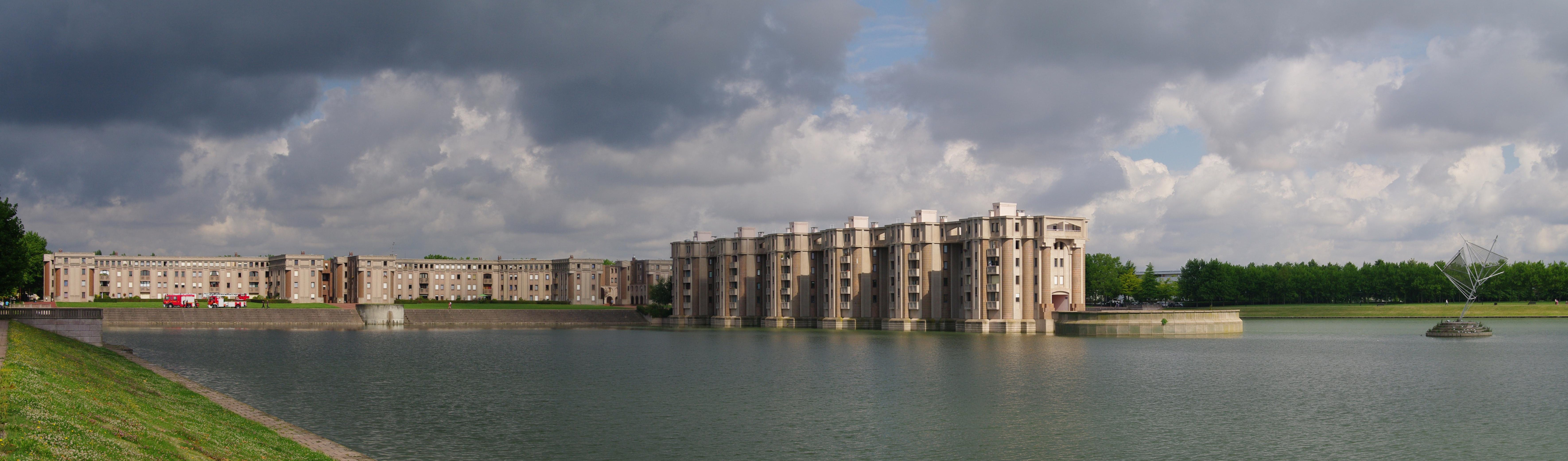
2. Les Arcades du Lac de la Sourderie
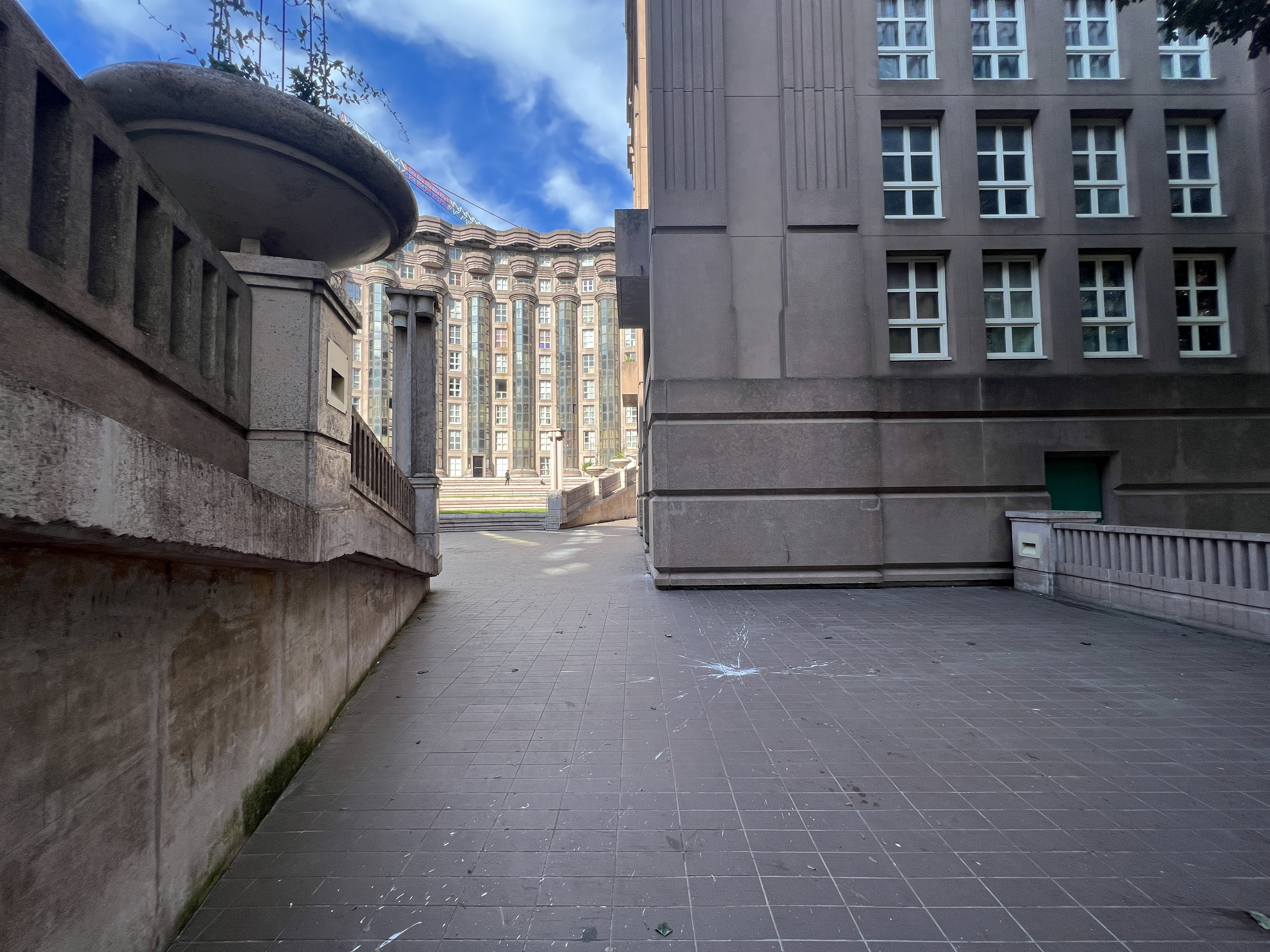
3. Les Espaces d'Abraxas

## Trivia
- Tekst op het herdenkingsmonument in Arcadia: "Gewond maar steeds overeind tegenover het onbegrijpelijke. Hier herdenken we de 233 slachtoffers van de aanslag in de koepel."[15]